# Jean-Claude Drouot
Pour les articles homonymes, voir Drouot (homonymie).
Jean-Claude Drouot est un acteur belge, né le 17 décembre 1938 à Deux-Acren (Lessines).

## Biographie

### Jeunesse et formation
Jean-Claude Drouot naît le 17 décembre 1938 à Deux-Acren (Lessines) en Belgique.
Formé au Jeune Théâtre de l'Université libre de Bruxelles, il suit les cours Charles-Dullin.

### Carrière
Dès 1962, il interprète les tragédies classiques et les grandes œuvres de Molière.
De 1963 à 1966, il obtient une audience internationale en tant qu'interprète du rôle-titre dans Thierry la Fronde, série télévisée française à succès créée par Jean-Claude Deret et diffusée sur RTF Télévision. Il débute au cinéma dans Le Bonheur (1965) d'Agnès Varda et Les Ruses du diable (1966) de Paul Vecchiali, mais connaît ses plus grands succès à la télévision. Il fait la une du premier numéro du magazine Télé Poche, le 12 janvier 1966 (semaine du 15 au 21 janvier).
Ainsi, en 1972, il joue Rodolphe Vernet, l'époux taciturne de Julia Vernet, incarnée par Marie-José Nat, dans la série télévisée Les Gens de Mogador, une adaptation de la saga romanesque d'Élisabeth Barbier.
En parallèle, il maintient une forte activité au théâtre. De 1984 à 1986, il dirige le Centre dramatique national de Reims, la Comédie de Reims. De 1985 à 1990, il est responsable du Théâtre national de Belgique à Bruxelles.
En 1995, il personnifie l'écrivain Émile Zola dans L'Affaire Dreyfus, téléfilm réalisé par Yves Boisset.
Pensionnaire de la Comédie-Française de 1999 à 2001, il est également directeur artistique de la compagnie Jean-Claude-Drouot et metteur en scène de nombreuses pièces de théâtre notamment en coproduction avec le théâtre régional des Pays de la Loire.
Intéressé par le croisement des disciplines, il monte Féminaire en collaboration avec le Quatuor Ludwig, un spectacle texte et musique où les mots de Marcel Moreau répondent aux partitions de Béla Bartók, Franz Schubert, Igor Stravinsky, Johannes Brahms et Dmitri Chostakovitch.
Il publie ses mémoires en 2015 sous le titre Le Cerisier du pirate,.
De novembre 2021 à janvier 2022, il est à l'affiche du théâtre du Lucernaire, où il interprète L'Art d'être grand-père de Victor Hugo.
En 2022, il joue le rôle principal du film Monsieur Constant d'Alan Simon.

### Famille et vie privée
Jean-Claude Drouot vit à Évry, dans l'Essonne, depuis les années 1960. Il se marie en 1960 avec l'actrice Claire Sylvie Lacombe,. De cette union sont nés quatre enfants, Sandrine, Olivier, Renaud et Emmanuel,.

## Filmographie

### Cinéma

#### Longs métrages
- 1965 : Le Bonheur d'Agnès Varda
- 1966 : Les Ruses du diable de Paul Vecchiali
- 1968 : La Chambre obscure (Laughter of the Dark) de Tony Richardson
- 1969 : Mister Freedom de William Klein
- 1969 : Safari 5000 (栄光への5000キロ) de Koreyoshi Kurahara
- 1970 : La Rupture de Claude Chabrol
- 1971 : Le Phare du bout du monde (The Light of the Edge of the World) de Kevin Billington
- 1971 : Nicolas et Alexandra (Nicholas and Alexandra) de Franklin Schaffner
- 1973 : L'Histoire très bonne et très joyeuse de Colinot trousse-chemise de Nina Companeez
- 1975 : Une baleine qui avait mal aux dents de Jacques Bral
- 1976 : Adom ou le sang d'Abel de Gérard Myriam-Benhamou
- 1982 : Archipel des amours de Cécile Clairval dans le court métrage : Énigme
- 1989 : Cher frangin de Gérard Mordillat
- 1989 : Bal perdu de Daniel Benoin
- 2013 : Les Conquérants de Xabi Molia
- 2016 : Fleur de tonnerre de Stéphanie Pillonca-Kervern
- 2023 : Monsieur Constant d'Alan Simon : Constant Lucas
- 2025 : Belladone d'Alanté Kavaïté : Olivier
- 2025 : Ni dieux ni maîtres d'Éric Cherrière : L'ancêtre

#### Courts métrages
- 1963 : L'Évasion de Henri Fishbach
- 1994 : Lumières noires de Philippe Orreindy
- 1999 : Santa de Pierre Leccia
- 2022 : Presque l'automne de Margot Pouppeville : Roland

### Télévision
- 1963-1966 : Thierry la Fronde de Pierre Goutas
- 1966 : Si Perrault m'était conté
- 1967 : Le Théâtre de la jeunesse, épisode Le Secret de Wilhelm Storitz de Éric Le Hung
- 1967 : Bajazet de Racine, réalisation Michel Mitrani
- 1968 : Princesse Czardas de Dirk Sanders
- 1968 : La Forêt noire de Marcel Cravenne
- 1969 : Le Songe d'une nuit d'été de Jean-Christophe Averty
- 1972 : Les Gens de Mogador de Robert Mazoyer
- 1974 : Le Port de Claude Santelli
- 1974 : Fracasse de Raoul Sangla
- 1975 : L'Ingénu de Jean-Pierre Marchand
- 1976 : Les Roses de Manara de Jean Kerchbron
- 1978 : Gaston Phébus de Bernard Borderie
- 1981 : Le Joueur d'échecs de Maelzel de Juan Luis Buñuel
- 1981 : El Jugador de ajedrez de Juan Luis Buñuel
- 1981 : Le Fleuve rouge de Paul-Robin Banhaïoun
- 1982 : L'Année des Français de Michael Garvey
- 1982 : Adieu de Pierre Badel
- 1984 : Emmenez-moi au théâtre : Amphitryon 38 de Claude Barma
- 1988 : L'Histoire en marche : Le Serment de Roger Kahane
- 1988 : La Croisade des enfants de Serge Moati
- 1989 : Olympe de nos amours de Serge Moati
- 1991 : Ferbac Mariage mortel de Marc Rivière
- 1992 : La Confession du pasteur Burg de Jean-Jacques Lagrange
- 1994 : Rendez-moi ma fille de Henri Helman
- 1995 : L'Affaire Dreyfus de Yves Boisset : Émile Zola
- 1995 : La Rivière Espérance de Josée Dayan
- 1995 : La Femme dangereuse de Gilles Béhat
- 1995 : Le Cavalier des nuages de Gilles Béhat
- 1996 : Les Steenfort, maîtres de l'orge de Jean-Daniel Verhaeghe
- 1997 : Le Grand Batre de Laurent Carcélès
- 1998 : Victor Schœlcher, l'abolition de Paul Vecchiali
- 1998 : Le Baiser sous la cloche de Emmanuel Gust
- 1999 : Le Mariage forcé de Stéphane Bertin
- 1999 : L'École des femmes de Michel Favart
- 1999 : Margot des Clairies de Jean-Marc Seban
- 2000 : La Pierre à marier de Chantal Picault
- 2001 : Un pique-nique chez Osiris de Nina Companeez
- 2002 : Va, petite ! de Alain Guesnier
- 2003 : Le Premier Fils de Philomène Esposito
- 2003 : Il court, il court, le furet de Didier Grousset
- 2005 : Les Rois maudits de Josée Dayan : Marigny
- 2005 : Trois femmes… un soir d'été de Sébastien Grall
- 2005 : Les Vagues de Frédéric Carpentier
- 2005 : La Séparation de François Hanss
- 2006 : Monsieur Molina de Thierry Binisti
- 2010 : Les Châtaigniers du désert de Caroline Huppert
- 2011 : À la recherche du temps perdu de Nina Companeez
- 2011 : Louis XVI, l'homme qui ne voulait pas être roi de Thierry Binisti
- Depuis 2015 : Capitaine Marleau, série de Josée Dayan
- 2019 : Meurtres en Corrèze d'Adeline Darraux
- 2023 : Polar Park de Gérald Hustache-Mathieu

## Théâtre
- Années 1960
  - 1962 : Oreste de Euripide, mise en scène Gérard Vergez
  - 1964 : Inès de Portugal d'Alejandro Casona, mise en scène Jean Collomb, Festival de Bellac
  - 1965 : Le Misanthrope de Molière, mise en scène François Perrot
  - 1966 : Mouche, comédie musicale, adaptation Paul Misraki d'après un succès de Broadway Carnival !, musique et lyrics Bob Merrill, livret Michael Stewart d'après une nouvelle de Paul Gallico The Love of Seven Dolls et Lili), mise en scène Raymundo de Larrain, théâtre de la Porte-Saint-Martin
  - 1966 : Comme il vous plaira de William Shakespeare, mise en scène Michel de Ré
  - 1967 : Le Cimetière des voitures de Fernando Arrabal, mise en scène Víctor García, théâtre des Arts
  - 1969 : Le Jardin des délices de Fernando  Arrabal, mise en scène Claude Régy, théâtre Antoine
- Années 1970
  - 1970 : Eva Perón de Copi, mise en scène Alfredo Arias
  - 1970 : La guerre de Troie n'aura pas lieu de Jean Giraudoux, mise en scène Yves Kerboul, théâtre du Midi festival de la Cité Carcassonne
  - 1970 : Jean Harlow contre Billy the Kid de Michaël Mac Clure, mise en scène Antoine Bourseiller, théâtre de Poche-Montparnasse
  - 1972 : Fracasse de Serge Ganzl d'après Théophile Gautier, mise en scène Marcel Maréchal, Raoul Billerey et Bernard Ballet, théâtre antique de Fourvière, Festival de la Cité Carcassonne, Comédie de Saint-Étienne, festival d'Avignon Palais des Papes
  - 1973 : Phèdre d'après Racine et Euripide, mise en scène Denis Llorca, Carré Thorigny
  - 1975 : Un tramway nommé Désir de Tennessee Williams, mise en scène Michel Fagadau, Théâtre de l'Atelier
  - 1975 : Othon de Corneille, mise en scène Jean-Pierre Miquel, théâtre de l'Odéon
  - 1975 : Jésus II de Joseph Delteil, mise en scène Jacques Échantillon, Les Tréteaux du Midi
  - 1976 : Splendeur et mort de Joaquin Murieta de Pablo Neruda, mise en scène Jacques Échantillon, Les Tréteaux du Midi Festival de la Cité Carcassonne
  - 1977 : Jésus II de Joseph Delteil, mise en scène Jacques Échantillon, Théâtre de Paris
  - 1977 : Ruy Blas de Victor Hugo, mise en scène Pierre Vielhescaze
  - 1979 : Kings ou Adieu à Shakespeare d'après William Shakespeare, mise en scène Denis Llorca, Maison des arts et de la culture de Créteil
  - 1979 : Graal Théâtre de Florence Delay et Jacques Roubaud, mise en scène Marcel Maréchal
  - 1979 : Cyrano de Bergerac d'Edmond Rostand, mise en scène Raoul Billerey et Jean Danet
- Années 1980
  - 1980 : La Malédiction d'après Les Sept contre Thèbes d'Eschyle, Les Phéniciennes d'Euripide et Antigone de Sophocle, mise en scène Jean-Pierre Miquel, festival d'Avignon
  - 1980 : Le Fleuve rouge de Pierre Laville, mise en scène Marcel Maréchal, théâtre national de Marseille, théâtre national de Chaillot, TNP Villeurbanne, théâtre national de Strasbourg
  - 1982 : Le Grand Prix de Paris ou Hippolyte de Joseph Delteil, mise en scène Jean-Claude Drouot
  - 1982 : Les Trois Mousquetaires d'après Alexandre Dumas, mise en scène Marcel Maréchal, La Criée
  - 1983 : Kean de Jean-Paul Sartre d'après Alexandre Dumas, mise en scène Jean-Claude Drouot, théâtre de l'Athénée-Louis-Jouvet
  - 1983 : La Mégère apprivoisée de Jacques Audiberti d'après William Shakespeare, mise en scène Jean-Claude Drouot
  - 1984 : Kean de Jean-Paul Sartre d'après Alexandre Dumas, mise en scène Jean-Claude Drouot, théâtre de la Porte-Saint-Martin
  - 1984 : Les Bonnes de Jean Genet, mise en scène Jean-Claude Drouot
  - 1985 : Cyrano de Bergerac d'Edmond Rostand, mise en scène Jean-Claude Drouot
  - 1985 : Fin de partie de Samuel Beckett, mise en scène Jean-Claude Drouot
  - 1985 : Le Misanthrope de Molière, mise en scène Jean-Claude Drouot
  - 1986 : Ghetto de Joshua Sobol, mise en scène Daniel Benoin et Jacques Bellay, Maison des arts et de la culture de Créteil, Comédie de Saint-Étienne, théâtre de Nice
  - 1987 : Oublier de Marie Laberge, mise en scène Jean-Claude Drouot
  - 1987 : Coriolan de William Shakespeare, mise en scène Jean-Claude Drouot
  - 1988 : La Princesse Maleine de Maurice Maeterlinck, mise en scène Jean-Claude Drouot
  - 1988 : Kean de Jean-Paul Sartre d'après Alexandre Dumas, mise en scène Jean-Claude Drouot
  - 1989 : Le Balcon de Jean Genet, metteur en scène Franz Marijnen
  - 1989 : Gengis Khan de Henry Bauchau, metteur en scène Pierre Laroche et Jean-Claude Drouot
- Années 1990
  - 1990 : Saint Don Juan de Joseph Delteil, mise en scène Jean-Claude Drouot
  - 1990 : Le Misanthrope de Molière, mise en scène Jean-Claude Drouot
  - 1991 : Oncle Vania d'Anton Tchekhov, metteur en scène Pierre Debauche
  - 1992 : Ruy Blas de Victor Hugo
  - 1993 : Cinna de Corneille, metteur en scène Annette Barthélémy et Jean-Claude Drouot
  - 1994 : L'Architecte de Jean Verdun, metteur en scène René Loyon
  - 1995 : Belle Paresse est tout son vice d'après La Fontaine, mise en scène Jean-Claude Drouot
  - 1996 : Célimène et le Cardinal de et mise en scène Jacques Rampal, théâtre de l'Œuvre
  - 1997 : Je me suis tue de Ricardo Montserrat, mise en scène Jean-Claude Drouot
  - 1999 : L'Île morte de René Zahnd, mise en scène Henri Ronse, théâtre du Vieux-Colombier
  - 1999 : L'École des femmes de Molière, mise en scène Éric Vigner, Comédie-Française
  - 1999 : Le Mariage forcé de Molière, mise en scène Andrzej Seweryn, Comédie-Française
- Années 2000
  - 2000 : Amorphe d'Ottenburg de Jean-Claude Grumberg, mise en scène Jean-Michel Ribes, Comédie-Française
  - 2006 : Orson Welles, votre serviteur de Richard France, mise en scène Jean-Claude Drouot, théâtre Marigny
  - 2007 : Tchekhov a dit adieu à Tolstoï de Miro Gavran, mise en scène Marie-France Lahore, théâtre Silvia-Monfort
  - 2009 : Léonard de Vinci et la nature - Les Carnets de Léonard de Patrick Scheyder, théâtre Déjazet
  - 2009 : La Valise de Jaurès de Bruno Fuligni, mise en scène Jean-Claude Drouot, Théâtre national de Nice, théâtre Montansier
  - 2009 : Marcel Proust, À la recherche du temps perdu de Marcel Proust, lecture
- Années 2010
  - 2010 : J'ai mangé l'amanite vulvoïde de Marcel Moreau, lecture théâtralisée, théâtre littéraire le Verbe Fou, festival Avignon Off
  - 2011 : Rue Saint-Denis d'Alain Foix, mise en scène de l'auteur, théâtre de l'Épée de Bois
  - 2011 : Correspondance à trois, d’après Boris Pasternak, Rainer Maria Rilke et Marina Tsvétaïeva, adaptation et mise en lecture Gérald Garutti, Printemps des Poètes, Espace Cardin
  - 2011 : Lear et son fou d'André Benedetto, mise en scène Jean-Claude Drouot, théâtre des Carmes Avignon
  - 2011 : J'ai mangé l'amanite vulvoïde de Marcel Moreau, lecture théâtralisée, théâtre littéraire de la Clarencière, Bruxelles
  - 2012 : Fin de journée d'André Benedetto, mise en scène Patrick Pelloquet, théâtre des Carmes Avignon
  - 2013 : Le Roi Lear de William Shakespeare, mise en scène Pierre Debauche, théâtre du Jour Agen
  - 2014 : L'Annonce faite à Marie de Paul Claudel, mise en scène Yves Beaunesne, Théâtre des Bouffes du Nord
  - 2014 : Jaurès, Clemenceau : Quelle République voulons-nous? de Bruno Fuligni, mise en scène Jean-Claude Drouot, Théâtre Sorano
  - 2015 : Intrigue et Amour de Friedrich von Schiller, mise en scène de Yves Beaunesne, théâtre du Peuple de Bussang
  - 2016 : Jean, fils d'Edmond, création de Jacques Fretey et Jean-Claude Drouot, Villa Arnaga (Cambo-les-Bains)
  - 2016-2017 : Le Cid de Pierre Corneille, mise en scène Yves Beaunesne, tournée, TNP
  - 2017 : Un Tramway pour Golconde de Christian Birgin, mise en scène Jean-Claude Drouot assisté de Nathalie Laroche
  - 2018-2019 : Le Prince travesti de Marivaux, mise en scène Yves Beaunesne, tournée et théâtre Montansier
- Années 2020
  - 2020 : François d'Assise de Joseph Delteil, Collège Saint-Julien, Ath
  - 2021-2022 : L'Art d'être grand-père de Victor Hugo, mise en scène Jean-Claude Drouot, théâtre du Lucernaire
  - 2023 : L'Art d'être grand-père de Victor Hugo, mise en scène Jean-Claude Drouot, Festival d'Avignon